# Fiódor Martens
Friedrich Fromhold Martens, o Friedrich Fromhold von Martens, también conocido como Fiódor Fiódorovich Martens en ruso y Frederic Frommhold (de) Martens en francés (Pärnu, 27 de agosto de 1845-San Petersburgo, 20 de junio de 1909) fue un diplomático ruso y jurista quien realizó importantes contribuciones a la ciencia del Derecho Internacional. Representó a Rusia en las Conferencias de La Haya de 1899 y 1907, (donde redactó la Cláusula Martens), y participó en los primeros casos de arbitraje internacional, notablemente en el diferendo entre Francia y Reino Unido sobre Terranova. Como académico, es muy conocido por ser el editor de los tratados internacionales firmados por Rusia (1874-1909), obra en 15 volúmenes.

## Biografía

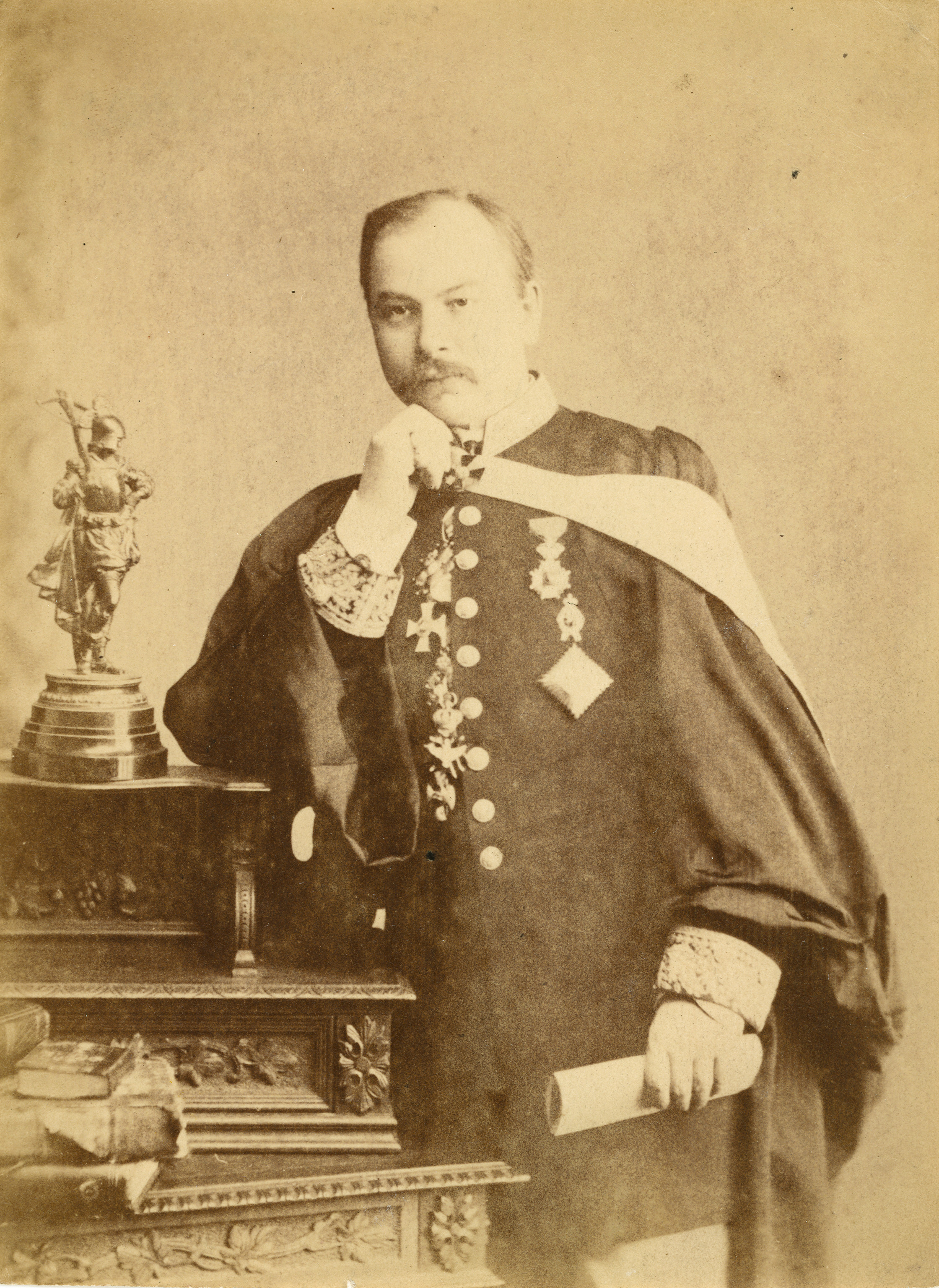
Friederich Martens c. 1880.

Nacido de padres estonios en Pärnu (Pernau), Estonia, entonces parte del Imperio ruso, Martens fue criado y educado como germanoparlante. Perdió a sus dos padres a los nueve años, por lo que fue enviado a un orfanatorio luterano en San Petersburgo, donde completaría sus estudios de bachillerato en 1863, con lo que pudo entrar en la Facultad de Derecho de la Universidad de San Petersburgo. En 1868, comenzó a trabajar en el Ministerio de Asuntos Externos ruso. En 1871, se convirtió en profesor de Derecho Internacional en la Universidad de San Petersburgo, y en 1872 profesor de Derecho público en la Escuela Imperial de Leyes y en el Liceo Imperial Zar Alejandro II. En 1874, fue seleccionado como asesor legal de Aleksandr Gorchakov, entonces, Canciller imperial.
Su libro, La Propiedad Privada en la Guerra, apareció en 1869. Algunos años más tarde, en 1873, publicó El Oficio del Cónsul y la Jurisdicción Consular en el Oriente, el cual fue traducido al alemán y publicado en Berlín. Estos fueron los primeros de una serie de estudios que le ganarían a su autor el reconocimiento mundial; elevándolo como el académico principal de la escuela rusa de Derecho Internacional del siglo XIX.
Sin duda, su obra principal sería el Recueil des traités et conventions conclus par la Russie avec les puissances etrangeres (Compendio de tratados y convenciones concluidos entre Rusia y las potencias extranjeras). Esta colección, publicada en edición bilingüe ruso-francés, contiene no sólo el texto de los tratados, también valiosas introducciones que señalan las condiciones diplomáticas en las cuales dichos instrumentos fueron negociados y firmados. Estas introducciones fueron preparadas luego de un estudio minucioso de los documentos generados alrededor de los tratados, los cuales se conservan en el Archivo Imperial ruso.
De sus obras, es muy conocido su libro Derecho Internacional de las Naciones Civilizadas; fue escrito originalmente en ruso, aunque una edición alemana apareció en 1884-1885, y una edición francesa apareció en 1887-1888. Además de estas obras que refrendan su conocimiento de la doctrina, son también conocidos sus estudios de caso:
- Rusia e Inglaterra en Asia Central (1879)
- Los Conflictos Rusos en China (1881)
- La Cuestión Egipcia (1882)
- La Conferencia Africana de Berlín y la política colonial de los Estados modernos (1887)

Martens jugó un papel importante en las negociaciones entre Rusia y Japón, participando activamente en la paz de Portsmouth (agosto de 1905) lo que prepararía el camino para la Convención ruso-japonesa de 1906. Asimismo, fue uno de los principales juristas que sentaron las bases del Derecho establecido en las Conferencias de La Haya de 1899 y 1907. Él fue uno de los representantes del gobierno ruso en ambas conferencias; en la de 1907 fue presidente de la Cuarta Comisión —cuestiones de Derecho marítimo—. La visita a las cortes europeas en el invierno de 1906-1907 sirvió de preparativo para el programa de la Conferencia. Fue juez del Supremo Tribunal de Presas ruso, establecido para conocer de ciertos litigios durante la guerra ruso-japonesa.
Recibió grados honorarios de: la Universidad de Oxford, la Universidad de Cambridge, la Universidad de Edimburgo y la Universidad de Yale; Asimismo, fue uno de los nominados al Premio Nobel de la Paz de 1902. En abril de 1907, dirigió una carta al diario The Times sobre su posición acerca de la Duma recién elegida, donde argumentaba que el mejor remedio para los males de Rusia era la disolución de esa asamblea y la elección de otra por una votación restringida. Murió de causa natural en junio de 1909.

## Comisiones arbitrales
Martens participó en numerosas comisiones arbitrales, destacando:
- La disputa entre Francia y el Reino Unido sobre Terranova en 1891.
- La disputa fronteriza entre Venezuela y Reino Unido por la Guayana Esequiba en 1897.
- El caso entre México y los Estados Unidos por el Fondo Piadoso de las Californias en 1901– el primero que se presentó en la Corte Permanente de Arbitraje en La Haya. El Fondo Piadoso de las Californias, fue creado para la evangelización y colonización de California por la Compañía de Jesús, y dotado económica y patrimonialmente por el marqués de Villapuente de la Peña, la marquesa de las Torres de Rada y la Duquesa de Béjar y Gandía.

## Títulos de nobleza

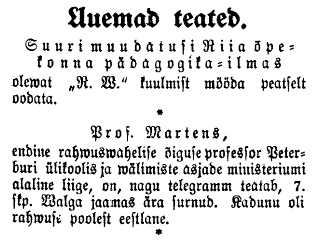
Aviso de la Muerte, 1909 en el Postimees.

La fecha y las circunstancias de cómo obtuvo un título nobiliario no están claras. No es discutido que desde 1870, se hacía llamar von o de Martens (recordando que al agregar dicha preposición, indicaba que pertenecía a la nobleza), este título no hacía referencia a ningún título dado; sin embargo se cree que esto se debió a su inclusión en el Consejo Privado del Zar o por su designación como profesor universitario. Su nombre no está registrado en ninguna de las matrículas de las órdenes de caballería que los zares rusos otorgaron sus súbditos nacidos en los actuales Estados bálticos, ya sea la Orden de Livonia (Livländische Ritterschaft), Estonia, Curlandia y Ösel. Su ascenso dentro de la sociedad rusa se debió, principalmente, a sus méritos profesionales.

## Cultura popular
- Friedrich Martens es el personaje principal de la novela Professor Martensi ärasõit (1984) del escritor estonio Jaan Kross.